# Bibliothek Münstergasse

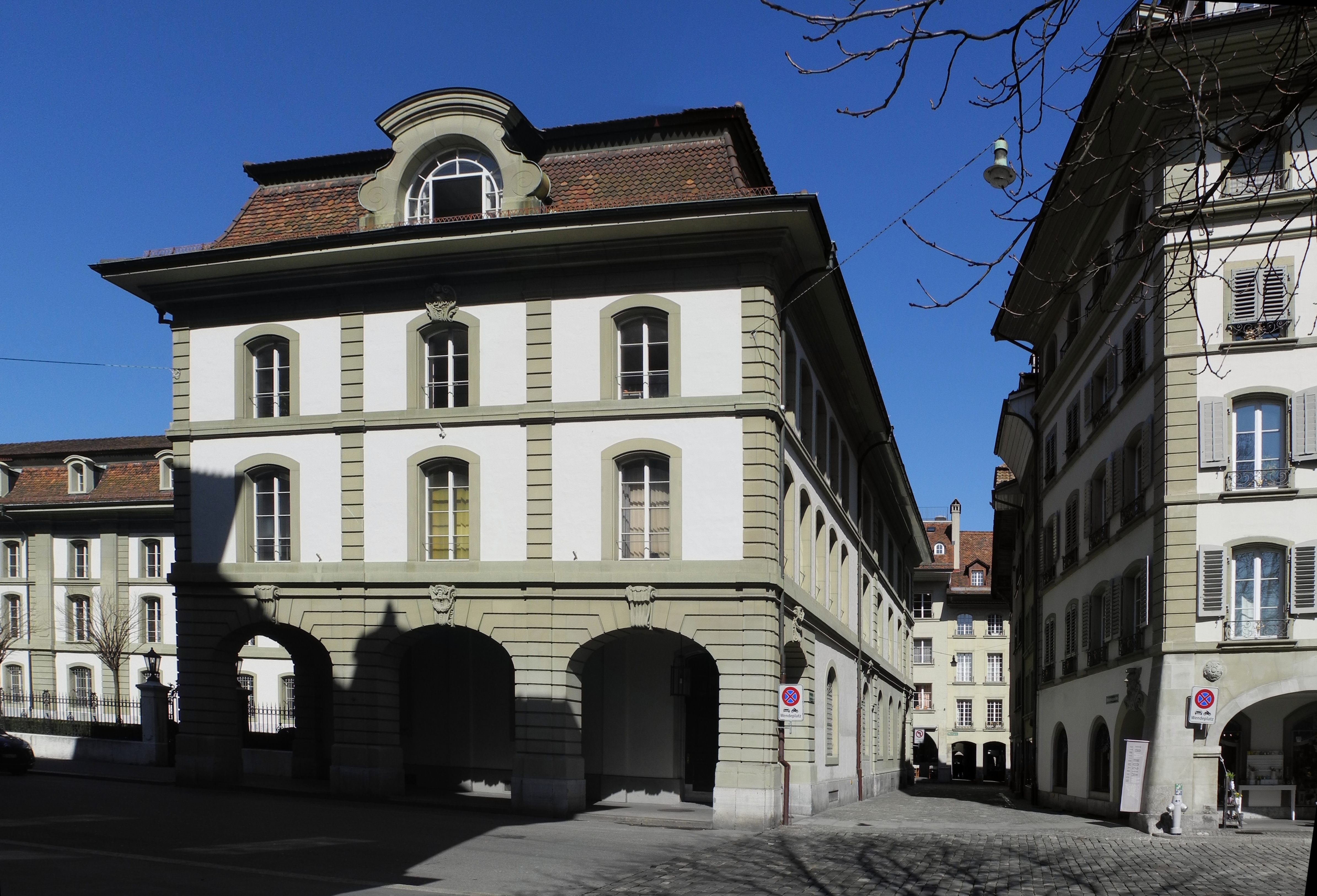
Ostflügel an der Herrengasse, mit Innenhof (links) und Bibliotheksgässchen (rechts) (2012)

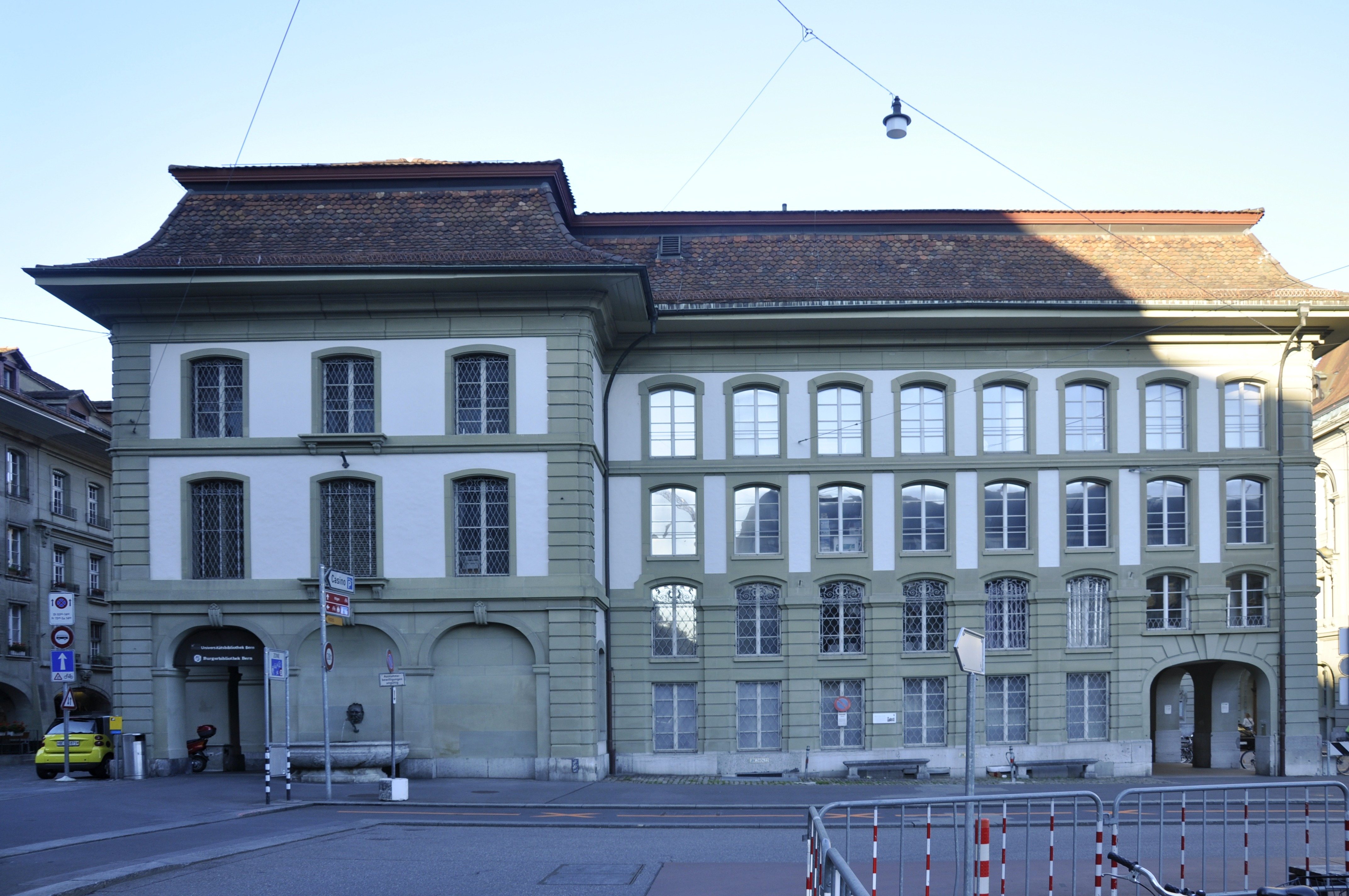
Westflügel, Seite zum Casinoplatz (2011)

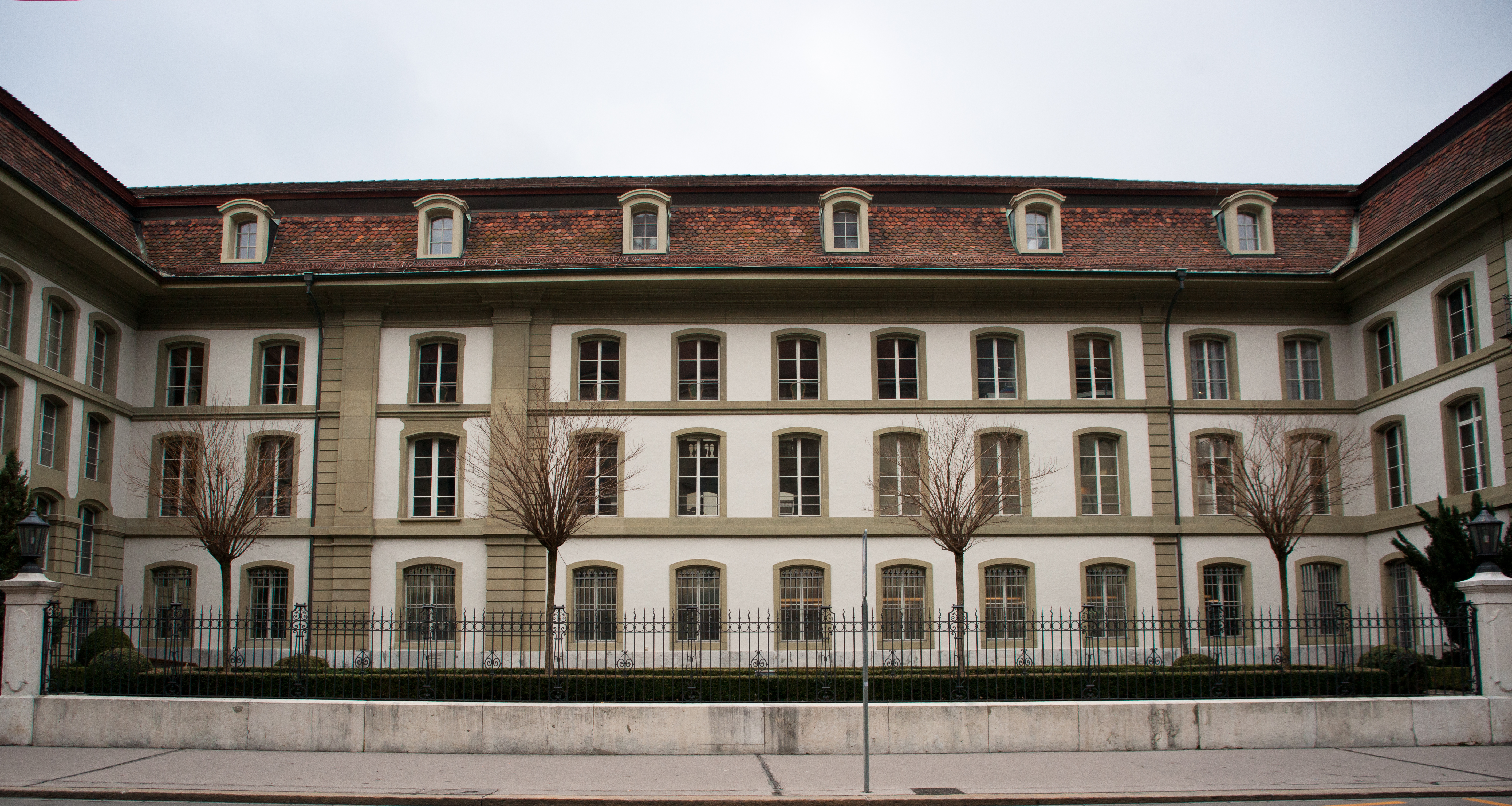
Innenhof an der Herrengasse (2011)

Die Bibliothek Münstergasse an der Münstergasse 61 in Bern ist eine öffentlich-wissenschaftliche Bibliothek, Kantonsbibliothek und die älteste Teilbibliothek der Universitätsbibliothek Bern. 

## Lage
Die Bibliothek Münstergasse befindet sich mit der Burgerbibliothek Bern im Gebäude Münstergasse 61–63 am Casinoplatz zwischen Münstergasse, Bibliotheksgässchen und Herrengasse.

## Bestände
Im Gegensatz zu den anderen Teilbibliotheken der Universitätsbibliothek ist die Bibliothek Münstergasse (die ehemalige Zentralbibliothek) keine Fach- oder Fachbereichsbibliothek. Seit dem Umbau 2014 bis 2016 ist sie als Lern- und Begegnungsort konzipiert und ist einer der Abhol- und Rückgabeorte für die gedruckten Bestände der Universitätsbibliothek. Sie erfüllt für die Universitätsbibliothek den Sammelauftrag als Kantonsbibliothek und sammelt die Werke von Berner Schriftstellerinnen und Schriftstellern sowie die Literatur zum Kanton Bern, zu Berner Ortschaften und Persönlichkeiten (Bernensia). Im Rahmen des Bernensia-Sammelauftrages führt die Bibliothek Münstergasse auch das Online-Lexikon Literapedia Bern, das sowohl als Lexikon wie auch Bibliografie der Berner Belletristik dient.
Einen Schwerpunkt der Sammlung bilden die historischen Bestände, etwa die gedruckten Werke aus der Bibliothek des  französischen Gelehrten und Diplomaten Jacques Bongars (1554–1612) oder die  bedeutende Kartensammlung des Berner Staatsmannes und Geographen Johann Friedrich von Ryhiner (1732–1803).

## Baugeschichte
- ca. 1535: Nach der Reformation wird zuerst im Chorherrenstift St. Vinzenz (am Münsterplatz), später im ehemaligen Barfüsserkloster (beim heutigen Casino) die Hohe Schule für die Ausbildung der reformierten Pfarrer eingerichtet. Im Westflügel des Barfüsserklosters werden zwischen 1533 und 1535 die Buchbestände der Lateinschule, des Chorherrenstifts und der aufgehobenen Berner Klöster (v. a. Thorberg) zur Liberey der Hohen Schule zusammengeführt.
- 1755 bis 1760: Bau der Ankenwaag (heutiger Mitteltrakt des Bibliotheksgebäudes) als Kornhaus, obrigkeitlicher Weinkeller und Markthalle für Milchprodukte durch Ludwig Emanuel Zehender.
- 1773 bis 1775: Bau der Bibliotheksgalerie beim heutigen Westflügel (Casinoplatz) durch Niklaus Sprüngli.
- 1787 bis 1794: Umbau des Ankenwaag-Kornhauses zur Bibliothek durch Niklaus Sprüngli und Lorenz Schmid. Bern hat damit die erste profane Bibliothek der Schweiz mit einem eigenen Gebäude. Der heutige Schultheissensaal wird als Prunk- und Ausstellungssaal eingerichtet, der heutige Hallersaal als Annex.
- 1829 bis 1833: Die Marktlauben und Säumerställe im Erdgeschoss werden aufgehoben, die Öffnungen zur Laube hin werden zugemauert.
- 1860 bis 1863: Östlicher Anbau (Münstergasse 61) durch Gottlieb Hebler.
- 1904 bis 1905: Westlicher Anbau (Münstergasse 63) durch Eduard von Rodt.
- 1906 bis 1907: Erweiterung des Ostflügels gegen die Herrengasse durch Eduard von Rodt.
- 1909: Abbruch der Bibliotheksgalerie von Niklaus Sprüngli. Die Fassade der Galerie steht seit 1911 als Brunnen auf dem Thunplatz.
- 1925: Der Westflügel wird unterkellert.
- 1952 bis 1955: Ausbau des ehemaligen Weinkellers. Die erste Rollgestellanlage der Schweiz wird installiert.
- 1968 bis 1974: Grosser Um- und Ausbau des Gebäudes ‒ bei ununterbrochenem Bibliotheksbetrieb. Architekten: Peter Grützner und Walter Bürgi, Bauherrschaft: Burgergemeinde Bern. Der Westflügel wurde ausgekernt; neue Räumlichkeiten für die Burgerbibliothek, der Lesesaal West und der Vortragssaal entstanden. Der Hof wurde unterkellert; der Lesesaal UG und Magazinräume entstanden, das 4. und 5. Untergeschoss wurde als «Drei-atü-Schutzzelle» gebaut: im vierten UG entstand ein Sammelschutzraum für 550 Personen mit Küche, Vorratsraum, WC-Anlagen und Kommandoposten. Vom 5. Untergeschoss, das dem Kulturgüterschutz dient, wurde ein Fluchtstollen unter der Herrengasse und dem Casino durch zum Frickweg angelegt.
- 2014 bis 2016: grosser Umbau. Bauherrschaft: Burgergemeinde Bern, Investitionen: 37,3 Millionen Franken, Architektur: alb architektengemeinschaft ag, Bern.

## Benutzung und Katalog
Die Bibliothek Münstergasse war als Teilbibliothek der Universitätsbibliothek Bern bis Ende März 2021 dem Informationsverbund Deutschschweiz (IDS) angegliedert. Gemeinsam mit der Universitätsbibliothek Basel betrieb die Universitätsbibliothek Bern die Suchoberfläche swissbib Basel Bern, mit der in den Beständen der beiden Universitätsbibliotheken, der Bibliotheken der Fachhochschulen Bern und Nordwestschweiz mit Standort Bern oder Basel sowie der Schweizerischen Nationalbibliothek und der Bibliothek der Schweizerischen Nationalbank in Bern recherchiert werden konnte.
Seither sind die Bestände im schweizerischen Verbundkatalog Swisscovery der Swiss Library Service Platform recherchierbar.